# エンベス・デイヴィッツ
エンベス・デイヴィッツ（Embeth Davidtz, 1965年8月11日 - ）は、アメリカ合衆国インディアナ州生まれの女優。

## 来歴
1965年にインディアナ州ラファイエットに生まれる。生まれた当時、父親はパデュー大学で化学工学を勉強しており、その後ニュージャージーを経て、両親（デイヴィッツの祖父母）の故郷である南アフリカ共和国へ移住。デイヴィッツは9歳だった。彼女自身はプレトリアにある高校を卒業後、グラハムズズタウンにあるローズ大学で演劇を専攻。
21歳のころ、ケープタウンで上演された『ロミオとジュリエット』でジュリエット役を演じて役者デビューを果たす。その後も英語とアフリカーンス語を使い分けながら演技が出来るバイリンガルな女優として数々の舞台へ出演。その演技力が評価され、アフリカ版のトニー賞に何度かノミネートされている。それから徐々にアフリカ国内のテレビや映画へ出演し始めて、順調にキャリアを重ねていく。その評判が海を越えて、1992年にデイヴィッツはロサンゼルスへ活動の拠点を変え、サム・ライミ監督による『死霊のはらわたIII』へ出演。その後もスティーヴン・スピルバーグ監督の『シンドラーのリスト』やダニー・デヴィート監督作品の『マチルダ』、ロビン・ウィリアムズ、サム・ニール共演の『アンドリューNDR114』などの話題作へ続々と出演。ハリウッドでも女優としての地位を着実に確立している。

### 私生活
私生活では2002年に結婚しており、現在では二児の母親でもある。

## 出演作品

### 映画
- Mutator (1989)
- Nag van die 19de (1992)
- キャプテン・スーパーマーケット Army of Darkness (1992)
- スウィート・マーダー Sweet Murder (1993)
- シンドラーのリスト Schindler's List (1993)
- 告発 Murder in the First (1995)
- 七月の宴 Feast of July (1997)
- マチルダ Matilda (1996)
- 悪魔を憐れむ歌 Fallen (1998)
- 相続人 The Gingerbread Man (1998)
- サイモン・マーガス Simon Magus (1999)
- アンドリューNDR114 Bicentennial Man (1999)
- ブリジット・ジョーンズの日記 Bridget Jones's Diary (2001)
- 穴 Hole (2001)
- 13ゴースト Thir13en Ghosts (2001)
- 卒業の朝 The Emperor's Club (2002)
- ジューンバッグ Junebug (2005)
- Fracture (2007)
- イーグル・アイ Eagle Eye (2008)
- トランスフォーマー/リベンジ Transformers: Revenge of the Fallen (2009)
- Winged Creatures (2009)
- ドラゴン・タトゥーの女 The Girl with the Dragon Tattoo (2011)
- アメイジング・スパイダーマン The Amazing Spider-Man (2012)
- パワー・ゲーム Paranoia (2013)
- アメイジング・スパイダーマン2 The Amazing Spider-Man 2 (2014)
- オールド Old (2021)
- ノット・オッケー! Not Okay (2022)
- バッド・デイ・ドライブ Retribution (2023)

### テレビドラマ
- Citizen Baines (2001)
- スクラブス Scrubs (2004)
- グレイズ・アナトミー 恋の解剖学 Grey's Anatomy (2006, 2019)
- In Treatment (2008)
- カリフォルニケーション ある小説家のモテすぎる日常 Californication (2009)
- マッドメン Mad Men (2009-2012)
- レイ・ドノヴァン ザ・フィクサー Ray Donovan (2016)
- ザ・モーニングショー The Morning Show (2019-2021)
- テイルズ・オブ・ザ・ウォーキング・デッド Tales of the Walking Dead (2022)